# ガローウェ・オンライン
ガローウェ・オンライン(Garowe Online)は、2004年に設立されたソマリアの通信社。ソマリア国内の情報源によるソマリアの関連のニュースの発行を専門とし、ソマリ語と英語でニュースを提供している。ソマリア内の自治勢力のプントランドの首都であるガローウェに本拠を構える。
ガローウェ・オンラインのサイト内では、独自ニュースの他に、BBC、ボイス・オブ・アメリカ、ドイチェ・ヴェレ、ナショナル・パブリック・ラジオ、ラジオ・ネーデルラント、IRINなどからのニュースも報じられる。

## ラジオ・ガローウェ
ガローウェ・オンラインは、ラジオ放送局のラジオ・ガローウェを運営している。同地ではFM放送89.8MHzで毎日放送されており、インターネット上ではYouTube上にニュースをアップロードする形で放送されている。

## 参考資料
- "Garowe Online" Profile - MondoTimes.com
- "No one killed in Puntland operations, Range insists" - Sydney Morning Herald
- "Korean deal on still, says Range, despite security concerns" - Sydney Morning Herald
- "Puntland, donor agencies disagree on aid distribution" - Garowe Online via SomalilandTimes.net